# Martha Geiringer
Martha Geiringer née le 28 août 1912 à Vienne et morte en février 1943 à Auschwitz-Birkenau est une militante socialiste révolutionnaire et chercheuse en biologie autrichienne et juive.

## Biographie

### Famille
Martha Geiringer naît le 28 août 1912  à Vienne dans une famille juive et est la deuxième enfant de Wilhem (propriétaire d'un café, 1881-1930) et Irma Geiringer, née Koerner (1885-1957). Elle a deux frères et une sœur: Alfred, Erich et Gertrude.  

### Formation
Martha Geiringer suit des cours de biologie et de sociologie de 1931 à 1935 à l'École philosophique de l'Université de Vienne où elle n'obtient pas de diplôme. Elle rejoint néanmoins la Biologische Versuchsanstalt (BVA) de l'Académie autrichienne des sciences au Prater de Vienne pour travailler la théorie et la pratique de ses sujets de recherche. Elle reprend un trimestre universitaire à l'automne 1937 en vue d'obtenir son diplôme. Ensuite, elle s'engage dans une thèse de doctorat, sous la direction de Hans Przibram, professeur extraordinaire de zoologie à l'Université de Vienne. 
L'Anschluss la force à abandonner ses études doctorales en 1938 pour des raisons antisémites et de quitter l'Université de Vienne. Dans la « liste des ouvriers » de la BVA établie par l'académie après l'Anschluss, elle était notée comme « non-aryenne » et comme ayant « démissionné » le 15 mars 1938, ce qui signifie dans le fait qu'elle a été « expulsée » comme le signale sa page commémorative sur le site de l'université de Vienne,. Refusée à l'Académie des Sciences, elle réussit à s'échapper de Vienne avec sa sœur Gertrude (1918-2002) et, n’ayant pas pu atteindre les Pays-Bas, elle émigre en Belgique. Elle tente alors, en octobre 1938, de reprendre et de terminer son doctorat en biologie à l'Université de Gand, mais le consulat allemand en Belgique en juillet 1939 l'en empêche en refusant de prolonger son passeport. 

### Sa vie en exil et sa déportation

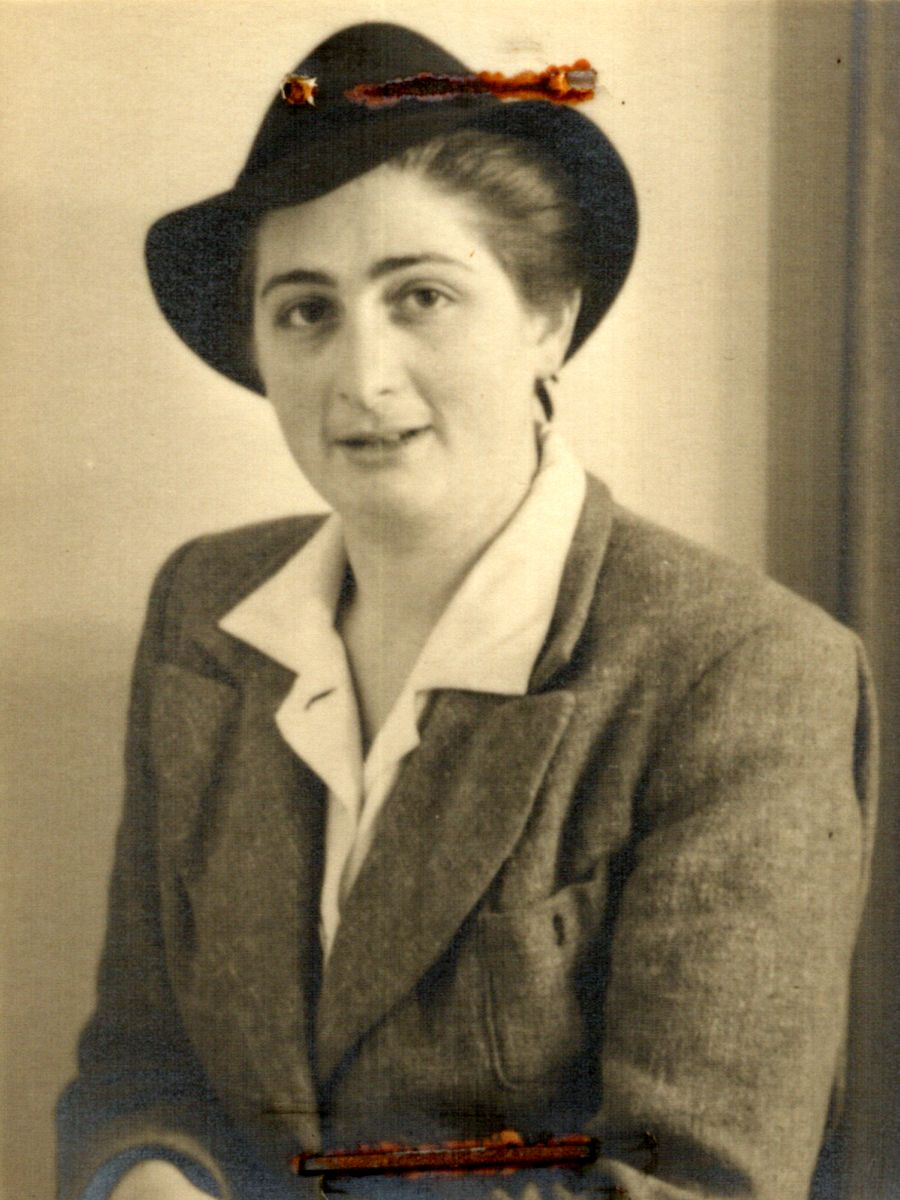
Martha Geiringer vers 1938-1939.

Alors que sa sœur Gertrude émigre en Angleterre en 1939 et plus tard aux États-Unis, Martha Geiringer reste en Belgique où elle noue une liaison avec Yvonne Fontaine, médecin-obstétricienne, issue de la bourgeoisie francophone et alors mariée à l’architecte belge Andreas Claessens. En 1939, Martha Geiringer se rend aux Philippines pour s’y marier par convenance. Face à l’échec de ce projet, elle revient en Europe et se retrouve à Gênes le jour de l’invasion allemande de la Belgique en mai 1940. Elle est emprisonnée à Nice, mais finit par rejoindre la Belgique en janvier 1941, où elle rejoint sa compagne Yvonne Fontaine qui contribue à la cacher durant 4 ans[Jusqu'à quand ?]. Le 8 juin 1941, elle se présente au bureau des étrangers de Gand. 
Yvonne Fontaine est en instance de divorce avec son époux, Claessens, qui évolue dans les milieux antisémites et entre dans la Collaboration. Sa crise conjugale a une incidence sur le sort de Martha Geiringer : Claessens voit cette liaison avec jalousie. Cela l'amène à dénoncer Martha Geiringer. Elle est arrêtée à trois reprises par la Sipo-SD (Police de sûreté allemande) entre 1941 et 1943. Elle est finalement victime d’une rafle visant la population juive de Gand en 1943. 
Elle est d'abord déportée avec le Transport XVIII au camp d'internement Caserne Dossin à Malines puis déportée au camp de concentration et d'extermination allemand d'Auschwitz-Birkenau le 15 janvier 1943 où elle est probablement assassinée, le 18 janvier 1943.
La responsabilité de la délation de Claessens a été prouvée. Il a transmis le nom de Martha à son ami Willem Verhulst (collaborateur) (de), qui a son tour, fait appel à la Sicherheitspolizei. Martha est ainsi devenue une victime indirecte de Verhulst, comme le mentionne l'auteur Stefan Hertmans, qui s'est appuyé sur les travaux de Verschooris. En 1947, Claessens sera condamné à quatre ans de prison et à une amende.

### Hommages
Le compositeur, pianiste et neveu de Martha Geiringer, Frederick Adler, lui a dédié le quatuor à cordes n°1 « In memoriam Martha Geiringer », créé à Gand en mai 2005.

### Son engagement
Elle se présente comme « Combattante des Socialistes Révolutionnaires ».